# Новое (Калязинский район)
Новое — деревня в Калязинском районе Тверской области. Входит в состав Нерльского сельского поселения.

## География
Находится в юго-восточной части Тверской области на расстоянии приблизительно 35 км на юг-юго-восток по прямой от районного центра города Калязин.

## История
Была отмечена на карте 1825 года. В 1859 году здесь (тогда деревня Калязинского уезда Тверской губернии) было учтено 8 дворов, в 1940 — 53, в 1978 — 20 .

## Население
Численность населения: 505 человек (1859 год), 6 (русские 100 %) в 2002 году, 1 в 2010.